# Anna Leopoldovna
Anna Leopoldovna (tiếng Nga: А́нна Леопо́льдовна; 18 tháng 12, năm 1718 – 19 tháng 3, năm 1746), được biết đến với cái tên [Anna Karlovna; А́нна Ка́рловна], là một chính trị gia, giữ vai trò nhiếp chính của Đế quốc Nga từ năm 1740 đến năm 1741 khi con trai bà là Hoàng đế Ivan VI còn nhỏ tuổi.

## Tiểu sử
Anna Leopoldovna là con gái của Karl Leopold, Công tước xứ Mecklenburg-Schwerin. Mẹ bà là Yekaterina, chị gái của Nữ hoàng Anna, và là con gái lớn nhất của Hoàng đế Ivan V của Nga. Nguyên tên ban đầu của bà là Elisabeth Katharina Christine von Mecklenburg-Schwerin.
Cha của Yekaterina, ông ngoại của Elisabeth là Ivan V của Nga, vốn là anh trai và cũng là người đồng cai trị với Pyotr Đại Đế. Do vấn đề về thần trí, Ivan V không có khả năng cai trị, và phần lớn quyền lực rơi vào tay Pyotr. Bản thân Yekaterina được Pyotr nuôi dạy và xem như con gái của ông. Yekaterina cưới Karl Leopold sau khi ông đã hủy hôn với 2 người vợ trước đó, và bà sinh ra Elisabeth là con đầu lòng cho Karl. Vào khoảng năm 1721, Yekaterina lại mang thai, nhưng đứa bé bị sinh non. Việc này ảnh hưởng đến cuộc hôn nhân của hai vợ chồng, vì sang năm sau (1722), Yekaterina dẫn con gái duy nhất Elisabeth về lại Nga, và từ đó Elisabeth gần như không liên lạc gì lại với cha mình.
Năm 1730, Hoàng đế Pyotr II của Nga qua đời mà không có nam duệ, chấm dứt tương lai cho nhà Romanov. Vào lúc đó, hội đồng Đế quốc Nga bàn định ai sẽ là người tiếp nhận Đế vị để duy trì nền chính trị khi ấy, và Yekaterina - với tư cách là con gái lớn nhất của Ivan V được nhìn nhận là người có khả năng. Tuy nhiên, sau một loạt diễn biến tiếp theo, Yekaterina bị loại khỏi danh sách thừa kế, và em gái bà, Anna Ivanovna được chọn làm Nữ hoàng, là Nữ hoàng đế Anna của Đế quốc Nga.
Vị Nữ hoàng đế Anna là một góa phụ không con cái, chỉ còn duy nhất người chị gái Yekaterina và người cháu Elisabeth, do đó Elisabeth trở thành một nhân vật rất quan trọng khi ấy của hoàng tộc.

## Đại vương công Nga

### Hôn nhân
Năm 1733, Elisabeth chính thức cải sang Giáo hội Chính thống giáo Nga, và nhận cái tên mới là [Anna Leopoldovna].
Cái tên mới này của Elisabeth được đặt theo tên người dì của bà, Nữ hoàng Anna và tên lót của cha bà, Karl Leopold. Việc cải đạo sang Chính thống giáo Nga đã khiến Anna chính thức trở thành người thừa kế chính thống của ngai vàng Nga, tuy nhiên bà không bao giờ được chính thức thừa nhận làm Trữ quân bởi dì của mình.
Năm 1739, Anna Leopoldovna cưới Anthony Ulrich, con trai thứ hai của Công tước Ferdinand Albert II của xứ Brunswick-Wolfenbüttel. Từ năm 1733, Anthony Ulrich đã chuyển đến Nga sinh sống, do đó giữa hai vợ chồng không có nhiều khoảng cách về giao tiếp. Vấn đề ở đây rằng, Anthony Ulrich là con trai thứ hai, nên trách nhiệm của ông với ngai vị của cha mình không chắc chắn, vì trước ông là người anh cả Karl sẽ kế thừa trong tương lai. Quyết định cuộc hôn nhân này cho thấy rằng, Nữ hoàng Anna đã thực sự dọn dẹp cho cô cháu gái kế vị, vì đã chọn cho bà một người chồng không bị ràng buộc bởi quyền cai trị ở nước ngoài, mà mục đích chính là cho Anna Leopoldovna sinh ra hậu duệ, thừa kế ngai vị Đế quốc trong tương lai.

### Nhiếp chính cho con trai
Năm 1740, ngày 23 tháng 8, Anna Leopoldovna hạ sinh con trai cả, Ivan. Và sang ngày 5 tháng 10 cùng năm, Nữ hoàng Anna lập tức chỉ định Ivan làm Trữ quân của Đế vị. Sang ngày 28 tháng 10, chỉ sau vài tuần tuyên bố người thừa kế, Nữ hoàng băng hà. Trước khi qua đời, Nữ hoàng đã chỉ định sủng thần của bà Ernst Johann von Biron sẽ là nhiếp chính.
Tuy nhiên, Ernst Johann von Biron khi ấy bị người Nga căm ghét. Sau khi bị đe dọa trục xuất sang Đức, Anna đã hợp tác với Tướng quân Burkhard Christoph von Münnich thành lập liên minh chống lại Ernst. Cuối cùng, Ernst bị hạ bệ, và Anna với tư cách là mẹ ruột của Hoàng đế chính thức trở thành nhiếp chính vào ngày 8 tháng 11, được ban phong hiệu [Nữ Đại vương công; Grand Duchess], và thường được gọi là Đại vương công Anna.
Là một người không để tâm mấy đến vấn đề chính trị, Anna lao vào những cuộc ăn chơi xa xỉ và mải mê những người tình của mình, trong số đó có Bá tước Mozritz xứ Lynar và Phu nhân Julia von Mengden - người là bạn tâm giao của Đại công nương từ khi còn rất sớm. Dù tai tiếng lan rộng nhưng chồng bà là Anthony Ulrich vẫn cố hết sức phớt lờ. Từ khi nắm quyền nhiếp chính, Anna đã ép chồng bà là Anthony ngụ ở một phòng riêng biệt, và tự mình gian díu với cả Bá tước Lynar lẫn Phu nhân Mengden, và dù Anthony đã nhiều lần phản ánh về tình trạng này, nhưng vẫn bị Anna đuổi đi không để ý. Bên cạnh đó, Anna còn lên kết hoạch cho Lynar kết hôn với Mengden đã giữ hai người này hợp pháp hóa trong triều đình, tạo điều kiện cho cả hai gần gũi với bà hơn. Những tai tiếng tình dục của Đại công nương khiến triều đình Nga bất bình, dù rằng nhà sử học người Pháp là Henri Troyat, nhận định rằng việc bà quan hệ với cả nam lẫn nữ cho thấy tư tưởng của bà khá là thông thoáng so với thời ấy. Bên cạnh vấn đề tình dục, Đại công nương khi ấy mới chỉ 22 tuổi, và các quý tộc cầm quyền Nga đã vin vào cớ "Còn quá trẻ" để chỉ trích bà, cho rằng một người quá trẻ, lại có bê bối tình cảm không thích hợp để nắm quyền lực tối cao của Đế quốc.
Nhà sử học Henri Troyat mô tả Anna là một "Quý bà biếng nhác", khi bà dành cả một buổi sáng trên giường chỉ để đọc tiểu thuyết hoặc sách, và chỉ chính thức rời khỏi giường vào buổi chiều, nhưng cũng chỉ quanh quẩn trong phòng ngủ mà thôi. Việc bà thích làm nhất, chủ yếu vẫn là đọc tiểu thuyết. Hầu hết công việc triều chính, Anna tin tưởng và giao phó cho nhóm quý tộc gốc Baltic, và điều này khiến quý tộc Nga bản xứ bất bình, vì nhận thấy rõ địa vị của người Nga ngay trong triều đình Nga lại bị đe dọa bởi các quý tộc ngoại lai.

### Bị lật đổ
Trước tình cảnh đó, tháng 12 năm 1741, người cô của Anna, tức Yelizaveta Petrovna, con gái Pyotr Đại đế, đã tiến hành chính biến lật đổ Anna và Hoàng đế Ivan VI. Việc làm của Yelizaveta được các đại sứ Pháp và Thụy Điển ủng hộ, được can thiệp và hoạch định bởi Jacques-Joachim Trotti, Hầu tước xứ La Chétardie, đại sứ của triều đình Pháp tại St. Petersburg.
Anna và con trai Ivan bị giam cầm ở pháo đài Daugavgrīva gần Riga, sau đó bị trục xuất đến Kholmogory, gần Bắc Dvina. Ngày 18 tháng 3 năm 1746, Anna chết khi đang sinh nở, con trai Ivan của bà sau đó cũng bị ám sát tại Shlisselburg vào ngày 16 tháng 7 năm 1764, trong khi chồng bà là Anthony Ulrich chết vào ngày 19 tháng 3 năm 1776. Bốn người con khác của Anna, Ekaterina, Elizaveta, Peter và Alexei sau đó được bảo hộ bởi người chị dâu của Anna, cô của cả bốn người là Juliane Marie xứ Braunschweig-Wolfenbüttel, Vương thái hậu của Đan Mạch. Cả bốn được đưa đến Jylland, và sống trong một hình thái giam lỏng vĩnh viễn, không bao giờ được biết đến ra ngoài xã hội.

## Hình ảnh của Anna Leopoldovna

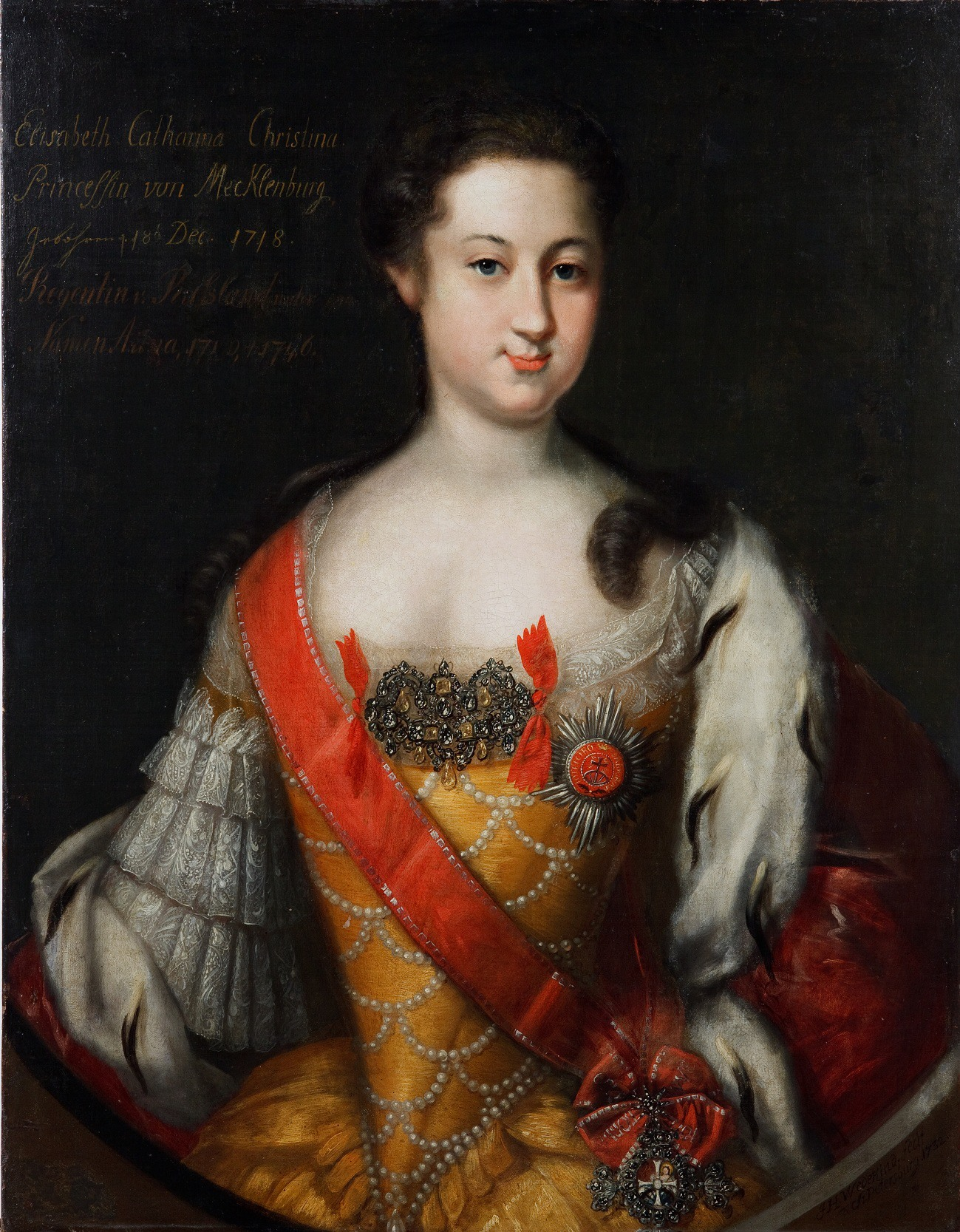
Anna Leopoldovna khoảng trước năm 1736, vẽ bởi Wedekind.
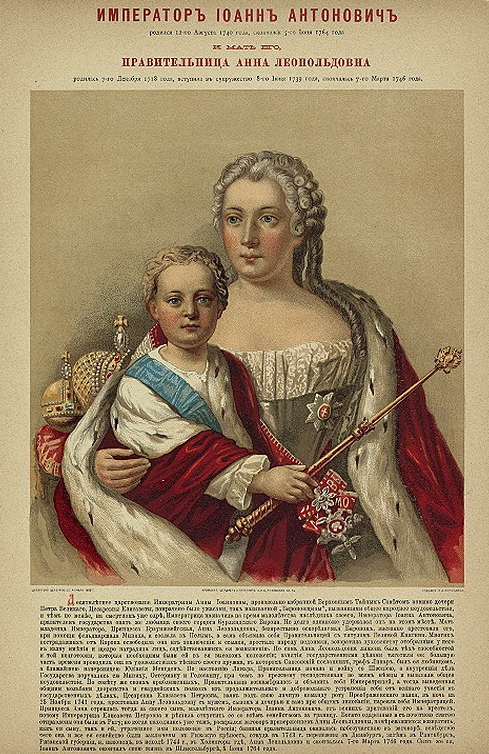
Anna Leopoldovna và con trai, Ivan VI của Nga.
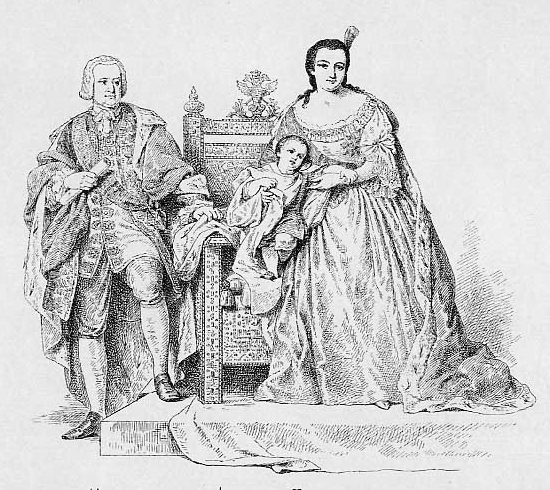
Anna Leopoldovna và con trai Ivan VI vào ngày đăng quang.
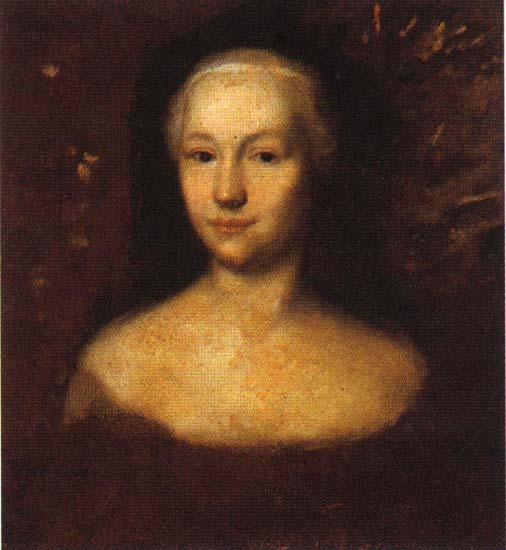
Anna Leopoldovna vào khoảng 1733-1739, vẽ bởi A.Matveev.
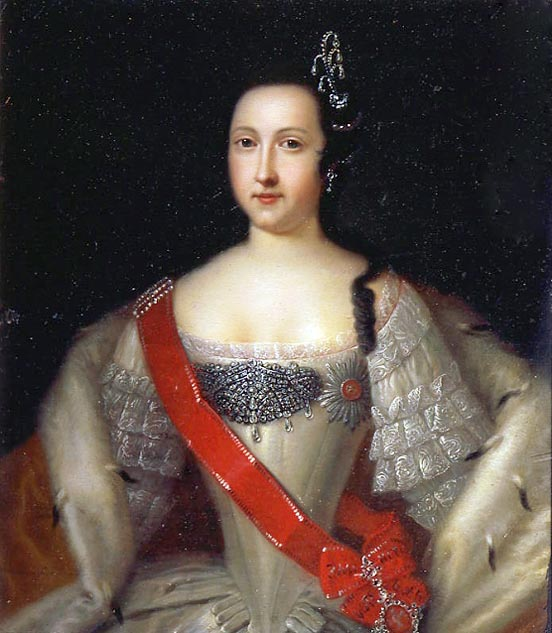
Anna Leopoldovna sau năm 1733, vẽ bởi L.Caravaque.
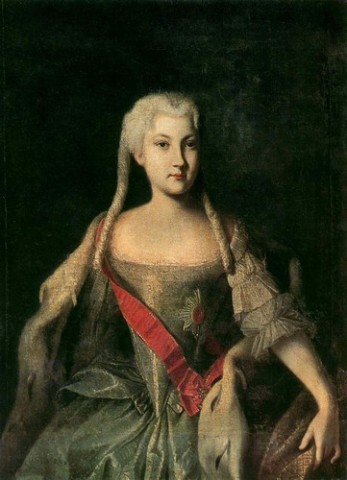
Anna Leopoldovna trong khoảng năm 1740, không rõ tác giả.
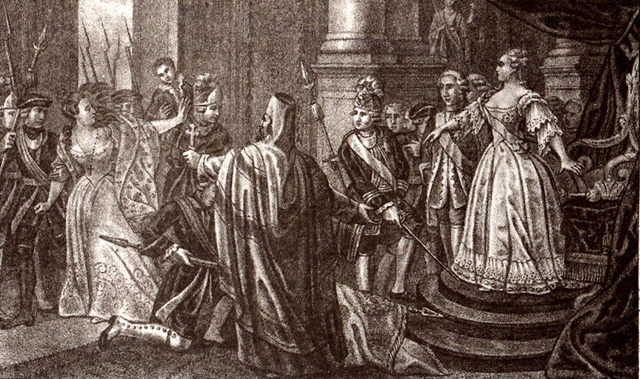
Nữ hoàng Yelizaveta đăng quang, trục xuất Anna Leopoldovna.